# Butherium scabricolle
Butherium scabricolle är en skalbaggsart som beskrevs av Nonfried 1895. Butherium scabricolle ingår i släktet Butherium och familjen långhorningar. Inga underarter finns listade.